# Syllepte brunneiterminalis
Syllepte brunneiterminalis là một loài bướm đêm trong họ Crambidae.